# Гимнастика на Летњим олимпијским играма 1936.
Гимнастичка такмичења на Летњим олимпијским играма 1936. у Берлину одржана су од 10. до 12. августа. 
Такмичило се у 9 дисциплина осам мушких и једној женској. Мушкарци су се такмичили појединачно и екипно, а жене само екипно. Укупно је учествовало 175 учесника 111 мупшкараца и 64 жене из 16 земаља.
Медаље су освајали представници 6 земаља, а највише успеха су имали представници Немачке који су победили у 6 од 9 дисциплина, освојивши укупно 13 медаља.
Најуспешнији појединац је Немац Konrad Frey са 6 медаља од којих су три златне једна сребрна и две бронзане.

## Земље учеснице
| - Аустрија (8+0) - Бугарска (8+0) - Чехословачка (8+8) - Финска (8+8) - Француска (8+0) - Италија (8+8) |  | - Јапан (8+0) - Југославија (8+8)} - Луксембург (8+0) - Мађарска (8+8) - Немачка (8+8} |  | - Пољска (0+8) - Румунија (8+0 - САД (8+8) - Швајцарска (8+0 - Уједињено Краљевство (0+8) |

## Освајачи медаља
| Дисциплина                 | Злато | Злато   | Сребро | Сребро  | Бронза | Бронза  |
| Вишебој појединачно        | Алфред Шварцман Немачка                                                                                          | 113,100 | Еуген Мак · Швајцарска | 112,334 | Конрад Фреј Немачка | 111,532 |
| Вишебој екипно за мушкарце | Франц Бекерт Конрад Фреј Алфред Шварцман Вили Штадел Ино Штангл Валтер Штефенс Матијас Фолц Ернст Винтер Немачка | 657,430 | Валтер Бах · Алберт Бахман · Валтер Бек · Еуген Мак · Жорж Мије · Михаел Ројш · Едуард Штајнеман · Јозеф Валтер · Швајцарска                                          | 654,802 | Маури Ниберг-Норома · Вејко Пакаринен · Алексантери Сарвала · Хеики Саволаинен · Еса Сесте · Ејнари Тересвирта · Ејно Тукиајнен · Марти Уосикинен · Финска | 638,468 |
| Партер                     | Жорж Мије · Швајцарска                                                                                           | 18,666  | Јозеф Валтер · Швајцарска | 18,500  | Konrad Frey · НемачкаЕуген Мак · Швајцарска | 18,466  |
| вратило                    | Алексантери Сарвала · Финска                                                                                     | 19,367  | Конрад Фреј Немачка | 19,267  | Алфред Шварцман Немачка | 19,233  |
| Разбој                     | Конрад Фреј Немачка                                                                                              | 19,67   | Михаел Ројш · Швајцарска | 19,034  | Алфред Шварцман Немачка | 18,967  |
| Коњ са хватаљкама          | Конрад Фреј Немачка                                                                                              | 19,333  | Еуген Мак · Швајцарска | 19,167  | Алберт Бахман · Швајцарска | 19,067  |
| Кругови                    | Алојз Худец · Чехословачка                                                                                       | 19,433  | Леон Штукељ Југославија | 18,867  | Матијас Фолц Немачка | 18,667  |
| Прескок                    | Алфред Шварцман Немачка                                                                                          | 19,200  | Еуген Мак · Швајцарска | 18,967  | Матијас Фолц Немачка | 18,467  |
| Вишебој екипно за жене     | Анита Бервирт Ерна Биргер Изолде Фрелин Фридл Иби Труди Мајер Паула Пелсен Јулија Шмит Кете Зонеман Немачка      | 506,50  | Јарослава Бајерова · Власта Дјеканова · Божена Добешова · Власта Фолтова · Ана Хребринова · Матилда Палфиова · Здењка Вермиржовска · Марије Вјетровска · Чехословачка | 503,60  | Маргит Чилик · Маргит Калочај · Илона Мадари · Габријела Месарош · Маргит Нађ · Илга Тереш · Јудит Тот · Естер Воит · Мађарска                             | 499,00  |

## Биланс медаља
| Ранг | Држава       | Злато | Сребро | Бронза | Укупно |
| 1    | Немачка      | 6     | 1      | 6      | 13     |
| 2    | Швајцарска   | 1     | 6      | 2      | 9      |
| 3    | Чехословачка | 1     | 1      | 0      | 2      |
| 4    | Финска       | 1     | 0      | 1      | 2      |
| 5    | Југославија  | 0     | 1      | 0      | 1      |
| 6    | Мађарска     | 0     | 0      | 1      | 1      |